# Matthias Etter
Matthias Etter, född 1954 i Romanshorn i Schweiz, är en schweizisk mekaniker, speciallärare och företagare.
Matthias Etter växte upp i Gümligen i närheten av Bern. Han utbildade sig som maskinmekanikerlärling och därefter till speciallärare för handikappade barn. I det arbetet utvecklade han särskilda musikinstrument, pussel och lärande spel, bland annat på 1970-talet prototypen till det som senare blev kulbanan Cuboro, uppbyggd av träkuber. Han var också lärare i konsthantverk.
Under 1980-talet var han vindruve- och olivträdsodlande bonde i Toskana. Från 1985 började han sälja kulbanor under namnet "Konstrito". Från 1995 började han på allvar sälja sina egenutvecklade träleksaker på Leksaksmässan i Nürnberg och grundade 1997 Cuboro AG med produktion i Gondiswil i kantonen Bern. 
Han är gift med Barbara Hegglin och har två barn.